# ABA Western Division
La ABA Western Division era uno dei due raggruppamenti in cui era suddivisa l'American Basketball Association. Ne facevano parte le squadre della parte occidentale degli Stati Uniti d'America. L'altro raggruppamento era la Eastern Division, che comprendeva le squadre della parte orientale.
Le prime quattro squadre di ciascuna Division accedevano ai playoff. Al termine, la squadra vincitrice della Western Division (Playoffs) affrontava la vincitrice della Eastern Division (Playoffs) per contendersi il titolo di campione dell'American Basketball Association al meglio delle 7 partite.

## Squadre partecipanti
Le ultime squadre che parteciparono alla Western Division, nella stagione 1974-1975, furono le seguenti:
- Denver Nuggets
- Indiana Pacers
- San Antonio Spurs
- San Diego Conq.
- Utah Stars

### Altre squadre
Trasferite nella Eastern Division
- N.O. Buccaneers/ Memphis Pros/ Memphis Tams/ Memphis Sounds
- Houston Mavericks/ Carolina Cougars/ Spirits of St. Louis
- Oakland Oaks/ Washington Caps/ Virginia Squires

## Albo d'oro ABA Western Division (Regular Season)
- 1967-1968:  N.O. Buccaneers (48-30)
- 1968-1969:  Oakland Oaks (60-18)
- 1969-1970:  Denver Rockets (51-33)
- 1970-1971:  Indiana Pacers (58-26)
- 1971-1972:  Utah Stars (60-24)
- 1972-1973:  Utah Stars (55-29)
- 1973-1974:  Utah Stars (51-33)
- 1974-1975:  Denver Nuggets (65-19)

## Albo d'oro ABA Western Division (Playoffs)
in grassetto se campione ABA
- 1968:  N.O. Buccaneers
- 1969:  Oakland Oaks
- 1970:  L.A. Stars
- 1971:  Utah Stars
- 1972:  Indiana Pacers
- 1973:  Indiana Pacers
- 1974:  Utah Stars
- 1975:  Indiana Pacers

## Lista delle squadre vincitrici della Western Division (Playoffs)
- 3: Los Angeles Stars / Utah Stars
- 3: Indiana Pacers
- 1: New Orleans Buccaneers
- 1: Oakland Oaks